# Pływak (pożarnictwo)
Pływak – pusty, szczelny zbiornik służący do utrzymania smoka ssawnego na wymaganej głębokości poniżej lustra wody, zabezpieczający go przed opadnięciem na dno i zanurzeniem się w mule i wodorostach. Masa pływaka wynosi ok. 2 kg. Pływak ma kształt cylindra obustronnie zakończonego wypukłymi dnami; wykonany jest z blachy stalowej ocynkowanej lub z tworzywa sztucznego.